# Frankliniella vaccinii
Frankliniella vaccinii är en insektsart som beskrevs av Gary Scott Morgan 1930. Frankliniella vaccinii ingår i släktet Frankliniella och familjen smaltripsar. Inga underarter finns listade i Catalogue of Life.